# Калхор, Горбан Али
Горбан Али Калхор (перс. قربانعلي كلهر‎; род. 9 октября 1952) — иранский горнолыжник. Участник зимних Олимпийских игр 1972 и 1976 годов.

## Биография
Горбан Али Калхор родился 9 октября 1952 года.
В 1972 году вошёл в состав сборной Ирана на зимних Олимпийских играх в Саппоро. В слаломе занял 33-е место, показав результат 2 минуты 37,53 секунды и уступив 48,26 секунды завоевавшему золото Франсиско Фернандесу Очоа из Испании. В скоростном спуске занял последнее, 55-е место с результатом 2.20,98, уступив 29,41 секунды выигравшему золото Бернарду Русси из Швейцарии. В гигантском слаломе был дисквалифицирован в квалификации.
В 1976 году вошёл в состав сборной Ирана на зимних Олимпийских играх в Инсбруке. В скоростном спуске занял 55-е место с результатом 1.51,15, уступив 5,42 секунды чемпиону Францу Кламмеру из Австрии. В гигантском слаломе занял 47-е место, показав по сумме двух заездров результат 4.08,95 и уступив 41,98 секунды завоевавшему золото Хайни Хемми из Швейцарии. В слаломе не смог завершить первый заезд.